# San Leonardo (métro de Milan)
Pour les articles homonymes, voir San Leonardo (homonymie).
San Leonardo est une station de la ligne 1 du métro de Milan, située via Gaetano Fichera.